# Octobre 1939
Les événements suivis de  sont détaillés dans l'article Seconde Guerre mondiale : octobre 1939.

## Événements
- 1er octobre : début de la conscription des hommes britanniques âgés de 20 à 22 ans.

- 2 octobre : reddition des forces polonaises défendant la péninsule de Hel .

- 4 octobre : Maurice Thorez, secrétaire général du parti communiste et mobilisé en tant que soldat, déserte et rejoint l'URSS, alors en paix avec l'Allemagne (paix formalisée par un pacte de non-agression).

- 5 octobre :
  - Varsovie : Führerparade de la Wehrmacht devant Adolf Hitler et les généraux.
  - L’URSS signe avec la Lettonie un traité d’assistance mutuelle.

- 6 octobre : 
  - Hitler propose la paix à la France et au Royaume-Uni. Dans un discours au Reichstag, Hitler lance un appel à la paix et propose de reconnaître le nouveau Statu quo en Europe orientale, blâmant les bellicistes de la situation actuelle[1].
  - Les dernières forces combattantes polonaises se rendent aux Allemands. Fin de la campagne de Pologne .

- 8 octobre : arrestation en France de 44 députés communistes.

- 9 octobre :  Hitler ordonne la préparation de l'invasion de la Belgique, de la France, du Luxembourg et de la Hollande.

- 10 octobre : l'URSS signe un traité d'assistance mutuelle avec la Lituanie et lui restitue la ville de Vilnius annexée par la Pologne en 1922.

- 11 octobre : 
  - 138 000 soldats britanniques débarquent en France.
  - Le premier ministre français Édouard Daladier repousse les offres de paix d'Adolf Hitler.

- 12 octobre : 
  - Un décret d’Hitler crée le Gouvernement Général sur les terres polonaises occupées par les Allemands mais non rattachées au Reich ; Hans Frank est nommé gouverneur du Gouvernement Général.
  - Début de la déportation des juifs allemands vers Vienne et Prague.
  - Les Soviétiques exigent de la Finlande la cession d'une partie de l'Isthme de Carélie, et de bases sur la Baltique (Hanko) et sur la mer de Barents (Rybatchi et Petsamo).

- 14 octobre : torpillage du cuirassé britannique HMS Royal Oak (08) par un sous-marin allemand. Sur les quelque 1 200 hommes d'équipage, il n'y a que 378 rescapés.

- 16 octobre : évacuation de Forbach par l'armée française. Cette opération allemande qui contraint à ce repli français est le pendant allemand de l'action menée en Sarre par quelques compagnies françaises. Ces escarmouches qui coutent tout de même la vie à plus de 10 000 soldats restent les seuls faits d'armes de la « drôle de guerre » .

- 18 octobre : quatre jours après la spectaculaire perte du cuirassé Royal Oak, Winston Churchill déclare qu'un tiers des sous-marins allemands ont déjà été coulés.

- 23 octobre : premier vol du bombardier japonais Mitsubishi G4M.

- 24 octobre : 
  - les troupes françaises occupant des enclaves en Allemagne depuis le 6 septembre se replient derrière la Ligne Maginot. C'est une décision « stratégique », alors que ces positions n'étaient pas menacés par les Allemands .
  - Premier service postal aérien France-États-Unis au départ de Marseille via les Açores.

- 25 octobre : Adélard Godbout (libéral) défait au Québec l’Union nationale de Maurice Duplessis (assermenté le 8 novembre).

- 28 octobre : les SS demandent au gouvernement allemand de faire porter l'étoile jaune aux juifs.

- 30 octobre : annexion de l'est de la Pologne par l'URSS.

## Naissances
- 1er octobre : George Robert Carruthers, physicien américain († 26 décembre 2020).
- 2 octobre : Yuri Glazkov, cosmonaute soviétique.
- 5 octobre :
  - Marie-Claire Blais, écrivain québécois.
  - Marie Laforêt actrice et chanteuse franco-suisse.
- 6 octobre : 
  - Alice Borchardt, romancière américaine.
  - Jeanette Scissum, mathématicienne américaine.
- 7 octobre : Laurent Monsengwo Pasinya, cardinal de l'Église catholique romaine de la RDC († 11 juillet 2021).
- 8 octobre : 
  - Paul Hogan, acteur, producteur et scénariste australien.
  - Jean-Claude Gaudin, homme politique français († 20 mai 2024).
- 9 octobre : John Pilger, journaliste australien († 30 décembre 2023).
- 11 octobre : Zenon Grocholewski, cardinal  polonais, préfet de la Congrégation pour l'éducation catholique.
- 13 octobre : Ralph Lauren, styliste américain.
- 15 octobre : Telesphore Placidus Toppo, cardinal indien, archevêque de Ranchi († 4 octobre 2023).
- 18 octobre : Flavio Cotti, personnalité politique suisse († 16 décembre 2020).
- 20 octobre : Rosemarie Köhn, évêque luthérienne norvégienne († 30 octobre 2022).
- 21 octobre : Jean-Marie Muller, philosophe français.
- 22 octobre : Joaquim Chissano, homme politique mozambicain.
- 24 octobre : Mirjana Stefanović, écrivaine serbe († 10 août 2021).
- 25 octobre : Robin Spry, producteur, réalisateur et scénariste.
- 27 octobre : John Cleese, acteur britannique, ancien membre des Monty Python.
- 31 octobre :
  - Michel Mouïsse, évêque catholique français, évêque de Périgueux.
  - Ali Farka Touré, musicien et chanteur malien. († 7 mars 2006).

## Décès
- 3 octobre : Marcel Buysse, coureur cycliste belge († 11 novembre 1889).